# Dänische 1. Division 1990
Die 1. Division 1990 war die 45. Saison, welche vom dänischen Fußballverband Dansk Boldspil Union ausgetragen wurde.

## Modus
14 Teams spielten in der Liga in einer einfachen Hin- und Rückrunde gegeneinander, so dass jedes Team 26 Spiele absolvierte. Der Tabellenführende nach Saisonende war dänischer Meister.
Die ersten 8 Mannschaften qualifizierten sich direkt für die Dänische Superliga 1991, welche die 1. Division als höchste dänische Liga ablöste. Die Mannschaften auf den Plätzen 9 und 10 mussten an Qualifikationsspielen für die neue dänische Superliga teilnehmen.

## Mannschaften
| Verein               | Stadt      | Stadion                  | Kapazität |
| -------------------- | ---------- | ------------------------ | --------- |
| Brøndby IF           | Brøndby    | Brøndby Stadion          | 18.000    |
| Lyngby BK            | Lyngby     | Lyngby Stadion           | 15.000    |
| Aarhus GF            | Aarhus     | Århus Idrætspark         | 19.433    |
| BK Frem Kopenhagen   | Kopenhagen | Valby Idrætspark         | 12.000    |
| Odense BK            | Odense     | Odense Stadion           | 15.761    |
| Aalborg BK           | Aalborg    | Aalborg Parken           | 13.800    |
| B 1903 Kopenhagen    | Kopenhagen | Gentofte Stadion         | 15.000    |
| Vejle BK             | Vejle      | Vejle Stadion            | 10.418    |
| Silkeborg IF         | Silkeborg  | Silkeborg Stadion        | 10.000    |
| Ikast FS             | Ikast      | Ikast Stadion            | 15.000    |
| Næstved IF           | Næstved    | Næstved Stadion          | 20.000    |
| Herfølge BK          | Køge       | Herfølge Stadion         | 08.000    |
| Kjøbenhavns Boldklub | Kopenhagen | KBs anlæg, Frederiksberg |           |
| Viborg FF            | Kopenhagen | Viborg Stadion           | 18.000    |

## Abschlusstabelle
| Pl. | Verein                   | Sp. | S  | U  | N  | Tore    | Diff. | Punkte |
| --- | ------------------------ | --- | -- | -- | -- | ------- | ----- | ------ |
| 1.  | Brøndby IF (P)           | 26  | 17 | 8  | 1  | 050:160 | +34   | 42:10  |
| 2.  | B 1903 Kopenhagen        | 26  | 10 | 11 | 5  | 044:270 | +17   | 31:21  |
| 3.  | Ikast FS                 | 26  | 11 | 8  | 7  | 038:270 | +11   | 30:22  |
| 4.  | Silkeborg IF             | 26  | 11 | 8  | 7  | 035:260 | +9    | 30:22  |
| 5.  | BK Frem Kopenhagen       | 26  | 7  | 15 | 4  | 033:250 | +8    | 29:23  |
| 6.  | Lyngby BK                | 26  | 10 | 8  | 8  | 044:300 | +14   | 28:24  |
| 7.  | Aarhus GF                | 26  | 9  | 10 | 7  | 031:250 | +6    | 28:24  |
| 8.  | Odense BK (M)            | 26  | 9  | 9  | 8  | 032:280 | +4    | 27:25  |
| 9.  | Vejle BK                 | 26  | 8  | 10 | 8  | 032:320 | ±0    | 26:26  |
| 10. | Aalborg BK               | 26  | 8  | 10 | 8  | 032:340 | −2    | 26:26  |
| 11. | Næstved IF               | 26  | 6  | 10 | 10 | 020:340 | −14   | 22:30  |
| 12. | Herfølge BK              | 26  | 4  | 9  | 13 | 021:470 | −26   | 17:35  |
| 13. | Kjøbenhavns Boldklub (N) | 26  | 4  | 6  | 16 | 024:520 | −28   | 14:38  |
| 14. | Viborg FF (N)            | 26  | 5  | 4  | 17 | 019:520 | −33   | 14:38  |

| (M) | amtierender dänischer Meister     |
| (P) | amtierender dänischer Pokalsieger |
| (N) | Neuaufsteiger                     |

## Play-offs
|                  | Gesamt          |                  | Hinspiel | Rückspiel |
| ---------------- | --------------- | ---------------- | -------- | --------- |
| Aalborg BK       | 10:50           | Boldklubben 1909 | 4:0      | 6:5       |
| Boldklubben 1913 | 1:1 (3:4 i. E.) | Vejle BK         | 0:1      | 1:0       |